# أولاد كروم (الرواشد)
أولاد كروم هي إحدى مشيخات المملكة المغربية، تتبع جغرافيا لإقليم خريبكة وإداريًا لالرواشد. يقدر عدد سكانها بـ 1380 نسمة حسب الإحصاء الرسمي للسكان والسكنى لسنة 2004.